# 最佳創作歌手獎 (金音獎)
金音創作獎最佳創作歌手獎是由文化部影視及流行音樂產業局在臺灣舉辦的現行頒發獎項，創始於2010年第1屆中就所設立的「最佳創作歌手獎」。

## 歷屆得獎暨入圍名單
|  | 獲獎者 |

### 最佳創作歌手獎（第1屆～至今）
| 年份 （屆次）   | 入圍作品                                    |
| --------------- | ------------------------------------------- |
| 2010 （第1屆）  | 張懸／《城市》                              |
| 2010 （第1屆）  | 曾雅君／《Yachun Asta Tzeng 曾雅君》        |
| 2010 （第1屆）  | 舒米恩魯碧（Suming）／《舒米恩》            |
| 2010 （第1屆）  | 王宏恩／《向前衝》                          |
| 2010 （第1屆）  | 林生祥／《野生》                            |
| 2011 （第2屆）  | 林生祥／《大地書房》                        |
| 2011 （第2屆）  | 謝和弦／《於是長大了以後》                  |
| 2011 （第2屆）  | 陳修澤／《沒有的 啊》                       |
| 2011 （第2屆）  | 許哲珮／《馬戲團1號》                       |
| 2011 （第2屆）  | 溫尹嫦（米莎）／《河壩》                    |
| 2012 （第3屆）  | 戴佩妮／《回家路上》                        |
| 2012 （第3屆）  | 吳南穎／《我只是吳南穎》                    |
| 2012 （第3屆）  | 許哲珮／《奇幻精品店》                      |
| 2012 （第3屆）  | 魏如萱／《不允許哭泣的場合》                |
| 2012 （第3屆）  | 蔡健雅／《說到愛》                          |
| 2013 （第4屆）  | 王若琳／《銀河的危機：最奇異的午夜轉播》    |
| 2013 （第4屆）  | 曾雅君／《Heart Land 心地》                 |
| 2013 （第4屆）  | 林生祥／《我》                              |
| 2013 （第4屆）  | 謝銘祐／《台南》                            |
| 2013 （第4屆）  | 焦安溥／《神的遊戲》                        |
| 2013 （第4屆）  | 何欣穗／《she&me》                          |
| 2013 （第4屆）  | 陳世川／《那個獵人穿裙子》                  |
| 2013 （第4屆）  | 蕭賀碩／《繆思 尋 Musicians》               |
| 2014 （第5屆）  | 陳建瑋／《30出頭》                          |
| 2014 （第5屆）  | 張震嶽／《我是海雅谷慕》                    |
| 2014 （第5屆）  | HUSH／《異常現象》                          |
| 2014 （第5屆）  | 康愷哲／《詞曲作者》                        |
| 2014 （第5屆）  | 周華健／《江湖》                            |
| 2014 （第5屆）  | 大支／《不聽》                              |
| 2015 （第6屆）  | 偺荖．加麓／《玻里尼西亞》                  |
| 2015 （第6屆）  | Easy Shen／《如果身體全部開放了》           |
| 2015 （第6屆）  | 黃瑋傑／《天光。日》                        |
| 2015 （第6屆）  | 謝銘祐／《也獸》                            |
| 2015 （第6屆）  | 柯泯薰／《遊︱樂 不覺得自己在自己的身體裡》 |
| 2016 （第7屆）  | 黃韻玲／《初熟之物》                        |
| 2016 （第7屆）  | 林生祥／《圍莊》                            |
| 2016 （第7屆）  | 許哲珮／《搖擺電力公司》                    |
| 2016 （第7屆）  | 陳建瑋／《古倫美亞》                        |
| 2016 （第7屆）  | Matzka／《東南美 Vu Vu Reggae》             |
| 2016 （第7屆）  | 郭明龍／《郭明龍 Longer Story 創作專輯》    |
| 2017 （第8屆）  | Easy Shen／《如果時間流轉我們依然》         |
| 2017 （第8屆）  | J.Sheon／《街巷 同名專輯》                  |
| 2017 （第8屆）  | 桑布伊／《桑布伊創作專輯 - 椏幹》           |
| 2017 （第8屆）  | 蘇珮卿／《我們都是寂寞的》                  |
| 2017 （第8屆）  | 王若琳／《霸凌之家》                        |
| 2017 （第8屆）  | 小宇(宋念宇)／《同在》                      |
| 2017 （第8屆）  | 謝銘祐／《舊年》                            |
| 2018 （第9屆）  | 邱比／《大放 SPLENDOR》                     |
| 2018 （第9屆）  | 呂士軒／《呂士軒 Trout Fresh 誤入奇途》     |
| 2018 （第9屆）  | Puzzle Man／《有機的旋律們》                |
| 2018 （第9屆）  | 蘇珮卿／《中途迷失》                        |
| 2018 （第9屆）  | 黃宇韶／《Small Deer》                      |
| 2019 （第10屆） | 廖士賢／《西部》                            |
| 2019 （第10屆） | 詹森淮／《風景請別凋零》                    |
| 2019 （第10屆） | 劉庭佐／《劉庭佐》                          |
| 2019 （第10屆） | 謝震廷／《愛麗絲 Where Are We Going ?》     |
| 2019 （第10屆） | 王若琳／《摩登悲劇》                        |
| 2019 （第10屆） | 李權哲／《低成本專輯》                      |
| 2019 （第10屆） | HUSH／《換句話說》                          |
| 2020 （第11屆） | 許哲珮／《失物之城》                        |
| 2020 （第11屆） | 米莎 Misa／《戇仔船 The Ship of Fools》     |
| 2020 （第11屆） | 羅妍婷／《葉片之上 Epiphyllum》             |
| 2020 （第11屆） | Soft Lipa／《家常音樂》                     |
| 2020 （第11屆） | 王嘉儀／《殘》                              |
| 2020 （第11屆） | 阿爆（阿仍仍）／《Kinakaian 母親的舌頭》    |
| 2021 （第12屆） | YELLOW 黃宣／《浮世擊》                     |
| 2021 （第12屆） | ØZI／《PEDESTAL》                           |
| 2021 （第12屆） | 巴奈／《愛，不到》                          |
| 2021 （第12屆） | ž ž 瑋琪／《ž ž》                           |
| 2021 （第12屆） | 孫盛希／《出沒地帶》                        |
| 2021 （第12屆） | 馬念先／《Mama Jeans and Daddy Shoes》      |
| 2022 （第13屆） | 葉穎／《活得像自己的名字》                  |
| 2022 （第13屆） | 黃玠瑋／《游牧》                            |
| 2022 （第13屆） | 朱頭皮／《防疫清冰箱》                      |
| 2022 （第13屆） | 李權哲／《愛情一陣風》                      |
| 2022 （第13屆） | 熊仔／《PRO》                               |
| 2022 （第13屆） | YELLOW黃宣／《BEANSTALK》                   |
| 2023 （第14屆） | 蘇珮卿／《你會永遠活在我的歌裡》            |
| 2023 （第14屆） | 曾國宏／《Infinity Sunset 夕陽無限好聽》    |
| 2023 （第14屆） | 小人／《歌佈靈的奇妙電台》                  |
| 2023 （第14屆） | 9m88／《9m88 Radio》                        |
| 2023 （第14屆） | 鶴 The Crane／《TALENT》                    |
| 2024 （第15屆） | 王若琳／《Hotel La Rut (破爛酒店) 》        |
| 2024 （第15屆） | 阿跨面／《心》                              |
| 2024 （第15屆） | 江惠儀／《陷眠》                            |
| 2024 （第15屆） | Dac／《Love Hereafter》                     |
| 2024 （第15屆） | 劉暐／《劉暐個人專輯》                      |
| 2024 （第15屆） | 鄭敬儒／《暗流》                            |

## 外部連結
- 2024第十五屆金音創作獎官方網站
- 歷屆金音創作獎得獎入圍名單 （页面存档备份，存于），文化部影視及流行音樂產業局